# Cotinus kanaka
Cotinus kanaka — вид квіткових рослин з родини фісташкові (Anacardiaceae). Ендемік Ассаму.